# 崔奎瑞 (光緒進士)
崔奎瑞，甘肅省平涼府隆德縣人，清朝政治人物。同進士出身。
光緒二年（1876年），參加丙子恩科會試，得貢士第181名。殿試登進士3甲第142名。同年五月（6月3日），經吏部掣簽，授即用知縣。
工书法，有王羲之潇洒遒丽之态、柳公权秀骨清逸之风。